# Elecciones municipales de Lima de 1966
Las elecciones municipales de Lima de 1966 se llevaron a cabo el 13 de noviembre de 1966 para elegir al alcalde y al Concejo Provincial de Lima para el periodo 1967-1969. La elección se celebró simultáneamente con elecciones municipales (provinciales y distritales) en todo el país.
Los comicios nuevamente se vieron marcados por la polarización política entre la oficialista Alianza Acción Popular–Democracia Cristiana (cuyo candidato fue el exministro de Justicia Luis Bedoya Reyes) y la opositora Coalición Partido Aprista Peruano–Unión Nacional Odriísta (cuya candidato fue el exministro de Fomento Jorge Grieve Madge), durante el primer gobierno de Fernando Belaúnde Terry.
Como resultado de esta elección, Luis Bedoya Reyes obtuvo el 52.83% de votos válidos y resultó electo como alcalde provincial de Lima. Asimismo, la oficialista Alianza obtuvo el control de una pluralidad de distritos de la provincia de Lima (16 de 35 municipios sometidos a elección).

## Sistema electoral
La Municipalidad Provincial de Lima es el órgano administrativo y de gobierno de la provincia de Lima. Está compuesta por el alcalde y el Concejo Provincial.
La votación del alcalde y el concejo se realiza en base al sufragio universal alfabeto, que comprende a todos los ciudadanos nacionales y no nacionales mayores de veintiún años, empadronados y residentes en la provincia de Lima y en pleno goce de sus derechos políticos.
El Concejo Provincial de Lima está compuesto por 39 concejales elegidos por sufragio directo para un período de tres (3) años, en forma conjunta con la elección del alcalde (quien lo preside). La votación es por lista cerrada y bloqueada. Se asigna a cada lista los escaños según el método d'Hondt.

## Partidos y candidatos
A continuación se muestra una lista de los principales partidos y alianzas electorales que participaron en las elecciones:
| Candidatura | Candidatura | Partidos y alianzas | Candidatos | Candidatos             | Ideología                                           | Resultado previo | Resultado previo | Ref. |
| Candidatura | Candidatura | Partidos y alianzas | Candidatos | Candidatos             | Ideología                                           | Votos (%)        | Con.             | Ref. |
| ----------- | ----------- | --- | ---------- | ---------------------- | --------------------------------------------------- | ---------------- | ---------------- | ---- |
|             | AP–DC       | Lista - Alianza Acción Popular–Democracia Cristiana (AP–DC) – Acción Popular (AP) – Partido Demócrata Cristiano (DC)                          |            | Luis Bedoya Reyes      | Liberalismo Humanismo Democracia cristiana          | 51.25%           | 19               |      |
|             | APRA–UNO    | Lista - Coalición Partido Aprista Peruano–Unión Nacional Odriísta (APRA–UNO) – Partido Aprista Peruano (APRA) – Unión Nacional Odriísta (UNO) |            | Jorge Grieve Madge     | Aprismo Conservadurismo social Populismo de derecha | 45.07%           | 17               |      |
|             | UPL         | Lista - Unidad Popular de Liberación (UPL) |            | Ángel Castro Lavarello | Marxismo-leninismo Mariateguismo                    | 3.68%            | 1                |      |

## Campaña

### Debates electorales
El 4 de noviembre de 1966, los candidatos Luis Bedoya y Jorge Grieve participaron en una polémica organizada por la Federación de Periodistas del Perú, una semana antes del día de elecciones. Este evento municipal fue el primer debate político televisado de la historia del Perú.
| 4 de noviembre | Federación de Periodistas del Perú | Sala Alzedo (Centro de Lima, Lima) | Rodolfo Espinar | P Bedoya | P Grieve | NI |

## Resultados

### Sumario general

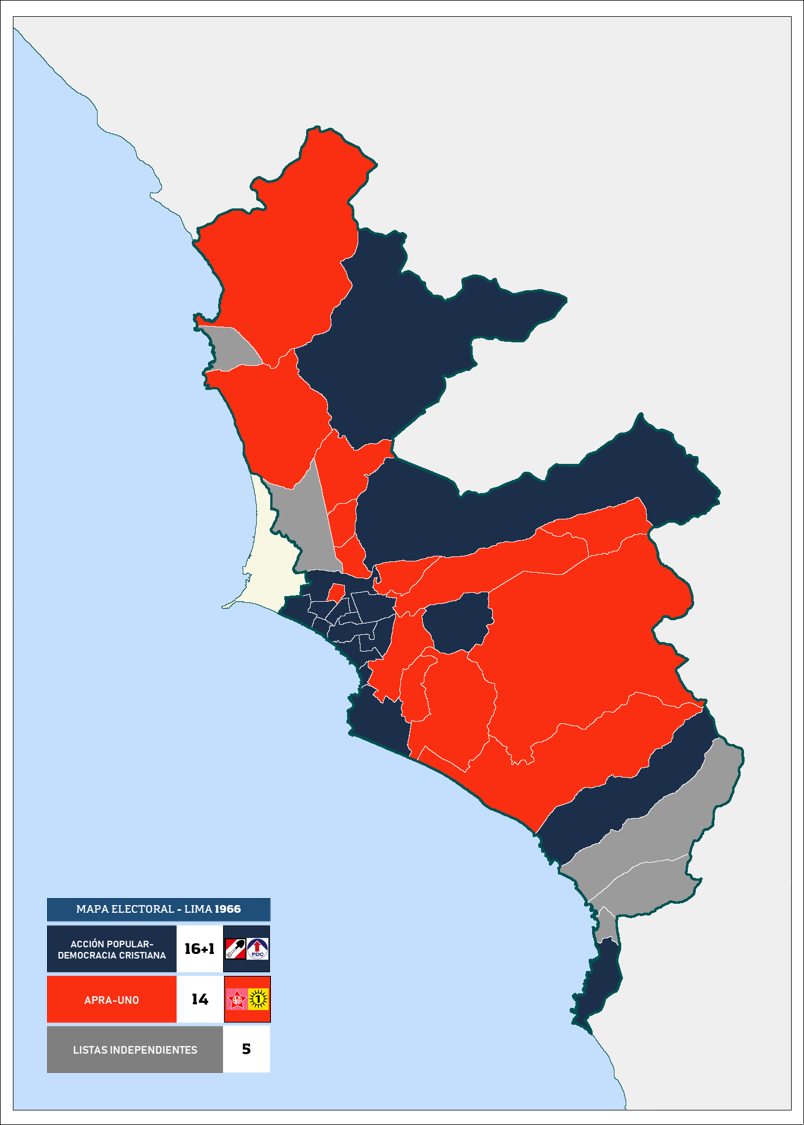
Elecciones municipales distritales de Lima de 1966.

|                        |                                                                        |              |              |              |            |            |
| Partidos y coaliciones | Partidos y coaliciones                                                 | Voto popular | Voto popular | Voto popular | Concejales | Concejales |
| Partidos y coaliciones | Partidos y coaliciones                                                 | Votos        | %            | +/−          | Total      | +/−        |
|                        | Alianza Acción Popular - Democracia Cristiana (AP–DC)                  | 340,864      | 52.83        | +1.58        | 21         | +2         |
|                        | Coalición Partido Aprista Peruano - Unión Nacional Odriísta (APRA–UNO) | 278,476      | 43.16        | –1.91        | 17         | ±0         |
|                        | Unidad Popular de Liberación (UPL)                                     | 25,897       | 4.01         | +0.33        | 1          | ±0         |
|                        |                                                                        |              |              |              |            |            |
| Total                  | Total                                                                  | 561,803      |              |              | 39         | +2         |
|                        |                                                                        |              |              |              |            |            |
| Votos válidos          | Votos válidos                                                          | 645,237      | 94.69        | +4.82        |            |            |
| Votos en blanco        | Votos en blanco                                                        | 17,956       | 2.64         | –1.66        |            |            |
| Votos nulos            | Votos nulos                                                            | 18,231       | 2.68         | –3.15        |            |            |
| Votos emitidos         | Votos emitidos                                                         | 681,424      | n/d          | n/a          |            |            |
| Abstenciones           | Abstenciones                                                           | n/d          | n/d          | n/a          |            |            |
| Votantes registrados   | Votantes registrados                                                   | n/d          |              |              |            |            |
|                        |                                                                        |              |              |              |            |            |
| Fuente:                |                                                                        |              |              |              |            |            |

### Concejo Provincial de Lima
| Cargo                        | Autoridad electa              | Partido político | Partido político             |
| ---------------------------- | ----------------------------- | ---------------- | ---------------------------- |
| Alcalde Provincial de Lima   | Luis Bedoya Reyes             |                  | Alianza AP-DC                |
| Concejal Provincial de Lima  | Benjamín Doig Lossio          |                  | Alianza AP-DC                |
| Concejal Provincial de Lima  | Javier Salazar Villanueva     |                  | Alianza AP-DC                |
| Concejal Provincial de Lima  | Francisco Alayza Escardó      |                  | Alianza AP-DC                |
| Concejala Provincial de Lima | Lily Salazar de Villarán      |                  | Alianza AP-DC                |
| Concejal Provincial de Lima  | Jorge Bolaños Ramírez         |                  | Alianza AP-DC                |
| Concejal Provincial de Lima  | Marcial Romero Pardo          |                  | Alianza AP-DC                |
| Concejal Provincial de Lima  | Santiago Castellano Bedoya    |                  | Alianza AP-DC                |
| Concejal Provincial de Lima  | Marius Calmet Sampen          |                  | Alianza AP-DC                |
| Concejal Provincial de Lima  | Manuel Rodríguez Escríbens    |                  | Alianza AP-DC                |
| Concejal Provincial de Lima  | Jaime García Montero          |                  | Alianza AP-DC                |
| Concejal Provincial de Lima  | Carlos Rodríguez Pastor       |                  | Alianza AP-DC                |
| Concejal Provincial de Lima  | Eduardo Irigoyen Astete       |                  | Alianza AP-DC                |
| Concejal Provincial de Lima  | Fernando Jiménez García       |                  | Alianza AP-DC                |
| Concejala Provincial de Lima | Bertha Arroyo de Alva         |                  | Alianza AP-DC                |
| Concejal Provincial de Lima  | Ricardo Álvarez Calderón      |                  | Alianza AP-DC                |
| Concejal Provincial de Lima  | César Ureta Miller            |                  | Alianza AP-DC                |
| Concejal Provincial de Lima  | Alfredo Torrejón Sayán        |                  | Alianza AP-DC                |
| Concejal Provincial de Lima  | Armando Valdivieso Espinoza   |                  | Alianza AP-DC                |
| Concejal Provincial de Lima  | Luis Vásquez Rivas            |                  | Alianza AP-DC                |
| Concejal Provincial de Lima  | Alberto Ojeda Mendoza         |                  | Alianza AP-DC                |
| Concejal Provincial de Lima  | José Villasís Mendoza         |                  | Alianza AP-DC                |
| Concejal Provincial de Lima  | Javier Valle Riestra          |                  | Coalición APRA-UNO           |
| Concejal Provincial de Lima  | Augusto Villarán Duany        |                  | Coalición APRA-UNO           |
| Concejal Provincial de Lima  | Carlos Malca Barrantes        |                  | Coalición APRA-UNO           |
| Concejal Provincial de Lima  | Serafín Lastres Quiñónez      |                  | Coalición APRA-UNO           |
| Concejal Provincial de Lima  | Manuel Aguirre Roca           |                  | Coalición APRA-UNO           |
| Concejal Provincial de Lima  | Julio Cruzado Zavala          |                  | Coalición APRA-UNO           |
| Concejal Provincial de Lima  | Arturo Salazar Larraín        |                  | Coalición APRA-UNO           |
| Concejal Provincial de Lima  | Augusto Roca Zela             |                  | Coalición APRA-UNO           |
| Concejal Provincial de Lima  | Arturo Sabroso Montoya        |                  | Coalición APRA-UNO           |
| Concejal Provincial de Lima  | Teodoro Nichtawitz Deutzca    |                  | Coalición APRA-UNO           |
| Concejal Provincial de Lima  | Mario Saona Cortavitarte      |                  | Coalición APRA-UNO           |
| Concejal Provincial de Lima  | Roger Velasco de la Torre     |                  | Coalición APRA-UNO           |
| Concejal Provincial de Lima  | Francisco Febres Robinson     |                  | Coalición APRA-UNO           |
| Concejala Provincial de Lima | Juana Castro Zegarra          |                  | Coalición APRA-UNO           |
| Concejal Provincial de Lima  | Roque Romero Cárdenas         |                  | Coalición APRA-UNO           |
| Concejal Provincial de Lima  | Alfonso Rubio Arena           |                  | Coalición APRA-UNO           |
| Concejal Provincial de Lima  | Guillermo Garrido Lecca       |                  | Coalición APRA-UNO           |
| Concejala Provincial de Lima | Maruja Roque de Carnero Checa |                  | Unidad Popular de Liberación |

## Elecciones municipales distritales

### Sumario general
| Partidos y coaliciones | Partidos y coaliciones                                                 | Voto popular | Voto popular | Voto popular | Alcaldías | Alcaldías |
| Partidos y coaliciones | Partidos y coaliciones                                                 | Votos        | %            | +/−          | Total     | +/−       |
| ---------------------- | ---------------------------------------------------------------------- | ------------ | ------------ | ------------ | --------- | --------- |
|                        | Alianza Acción Popular - Democracia Cristiana (AP–DC)                  | 205,671      | 42.61        | –3.57        | 16        | +1        |
|                        | Coalición Partido Aprista Peruano - Unión Nacional Odriísta (APRA–UNO) | 170,384      | 35.30        | –4.84        | 14        | +2        |
|                        | Listas independientes distritales                                      | 106,613      | 22.09        | n/a          | 5         | +1        |
|                        |                                                                        |              |              |              |           |           |
| Total                  | Total                                                                  | 482,668      |              |              | 35        | +4        |
|                        |                                                                        |              |              |              |           |           |
| Votos válidos          | Votos válidos                                                          | 482,668      | 94.26        | +3.22        |           |           |
| Votos en blanco        | Votos en blanco                                                        | 16,447       | 3.21         | –1.68        |           |           |
| Votos nulos            | Votos nulos                                                            | 12,940       | 2.53         | –1.55        |           |           |
| Votos emitidos         | Votos emitidos                                                         | 512,055      | n/d          | n/d          |           |           |
| Abstenciones           | Abstenciones                                                           | n/d          | n/d          | n/d          |           |           |
| Votantes registrados   | Votantes registrados                                                   | n/d          |              |              |           |           |
|                        |                                                                        |              |              |              |           |           |
| Fuente:                |                                                                        |              |              |              |           |           |

### Resultados por distrito
La siguiente tabla enumera el control de los distritos de la provincia de Lima.  El cambio de mando de una organización política se resalta del color de ese partido.
| Distritos               | Alcalde(sa) titular                                           | Partido político                                              | Partido político                                              | Alcalde(sa) electo(a)        | Partido político | Partido político                    |
| ----------------------- | ------------------------------------------------------------- | ------------------------------------------------------------- | ------------------------------------------------------------- | ---------------------------- | ---------------- | ----------------------------------- |
| Ancón                   | Luis Ratto Pratolongo                                         |                                                               | Alianza AP-DC                                                 | Carlos Boza Barducci         |                  | Coalición APRA-UNO                  |
| Ate                     | Gustavo Martini Chutti                                        |                                                               | Coalición APRA-UNO                                            | Gustavo Martini Chutti       |                  | Coalición APRA-UNO                  |
| Barranco                | Jorge Rocha Arnao                                             |                                                               | Alianza AP-DC                                                 | Héctor Vega León             |                  | Alianza AP-DC                       |
| Breña                   | Carlos Salazar Beraún                                         |                                                               | Coalición APRA-UNO                                            | Carlos Salazar Berraún       |                  | Coalición APRA-UNO                  |
| Carabayllo              | Julio Hirama Negrillo                                         |                                                               | Coalición APRA-UNO                                            | Aurelio Liñán Trujillo       |                  | Alianza AP-DC                       |
| Chaclacayo              | Antonio Arenas Delgado                                        |                                                               | Alianza AP-DC                                                 | Augusto Galiano Sarrio       |                  | Coalición APRA-UNO                  |
| Chorrillos              | Luis Marrou Correa                                            |                                                               | Movimiento Independiente                                      | Jorge Reyna Ulloa            |                  | Alianza AP-DC                       |
| Comas                   | Wenceslao Luque Enríquez                                      |                                                               | Coalición APRA-UNO                                            | Arcesio Guillén Zavaleta     |                  | Coalición APRA-UNO                  |
| El Agustino             | Creación del distrito (Ley N° 15353, 6 de enero de 1965)      | Creación del distrito (Ley N° 15353, 6 de enero de 1965)      | Creación del distrito (Ley N° 15353, 6 de enero de 1965)      | Danny Lombardi Lombardi      |                  | Coalición APRA-UNO                  |
| Independencia           | Creación del distrito (Ley N° 14965, 16 de marzo de 1964)     | Creación del distrito (Ley N° 14965, 16 de marzo de 1964)     | Creación del distrito (Ley N° 14965, 16 de marzo de 1964)     | Victoriano García Delgadillo |                  | Coalición APRA-UNO                  |
| Jesús María             | Creación del distrito (Ley N° 14763, 13 de diciembre de 1963) | Creación del distrito (Ley N° 14763, 13 de diciembre de 1963) | Creación del distrito (Ley N° 14763, 13 de diciembre de 1963) | José Benavides Muñoz         |                  | Alianza AP-DC                       |
| La Molina               | Jorge Bazo Santa María                                        |                                                               | Alianza AP-DC                                                 | Mercedes Tijero de Alayza    |                  | Alianza AP-DC                       |
| La Victoria             | Alberto Rosas Puente                                          |                                                               | Alianza AP-DC                                                 | Antonio Vita Segura          |                  | Alianza AP-DC                       |
| Lince                   | Alberto Loli Lanfranco                                        |                                                               | Alianza AP-DC                                                 | Carlos Rodríguez Ponce       |                  | Alianza AP-DC                       |
| Lurigancho              | Federico Bresani Ramos                                        |                                                               | Alianza AP-DC                                                 | Julián Silva Ledesma         |                  | Alianza AP-DC                       |
| Lurín                   | Gualdulfo Silva Carbajal                                      |                                                               | Alianza AP-DC                                                 | Guadulfo Silva Carbajal      |                  | Coalición APRA-UNO                  |
| Magdalena del Mar       | Antonio Cook Robles                                           |                                                               | Alianza AP-DC                                                 | Diógenes Cabrejos Alvarado   |                  | Alianza AP-DC                       |
| Miraflores              | Mario Cabrejos Quiñonez                                       |                                                               | Alianza AP-DC                                                 | Juan José Vega               |                  | Alianza AP-DC                       |
| Pachacámac              | Luis Ardiles Gamarra                                          |                                                               | Coalición APRA-UNO                                            | Matilde Roreno Ramos         |                  | Coalición APRA-UNO                  |
| Pucusana                | Octavio Carrillo Caycho                                       |                                                               | Coalición APRA-UNO                                            | Julio Ruiz Huapaya           |                  | Alianza AP-DC                       |
| Pueblo Libre            | Alfonso Mendizábal Rais                                       |                                                               | Alianza AP-DC                                                 | Eduardo Falcone León         |                  | Alianza AP-DC                       |
| Puente Piedra           | Eva Falcón de Castro                                          |                                                               | Coalición APRA-UNO                                            | Eva Falcón de Castro         |                  | Coalición APRA-UNO                  |
| Punta Hermosa           | Luis Lizárraga Fernández                                      |                                                               | Alianza AP-DC                                                 | Enrique Delgado Cornejo      |                  | Alianza AP-DC                       |
| Punta Negra             | Antonio Donofrio Valle                                        |                                                               | Movimiento Auténtico de Punta Negra                           | Antonio Donofrio Valle       |                  | Movimiento Auténtico de Punta Negra |
| Rímac                   | Carlos Alva Sánchez                                           |                                                               | Coalición APRA-UNO                                            | Percy Hartley Román          |                  | Coalición APRA-UNO                  |
| San Bartolo             | Fernando Goachet Maldonado                                    |                                                               | Coalición APRA-UNO                                            | Fernando Goachet Maldonado   |                  | Frente Independiente San Bartolino  |
| San Isidro              | Augusto Dammert León                                          |                                                               | Alianza AP-DC                                                 | Augusto Dammert León         |                  | Alianza AP-DC                       |
| San Juan de Miraflores  | Creación del distrito (Ley N° 15382, 12 de enero de 1965)     | Creación del distrito (Ley N° 15382, 12 de enero de 1965)     | Creación del distrito (Ley N° 15382, 12 de enero de 1965)     | Miguel Campos Hermoza        |                  | Coalición APRA-UNO                  |
| San Martín de Porres    | Víctor Reyes Ramos                                            |                                                               | Coalición APRA-UNO                                            | Enrique León Velarde Gamarra |                  | Frente Cívico Independiente         |
| San Miguel              | Rafael Escardó Aguirre                                        |                                                               | Alianza AP-DC                                                 | Gustavo Vélez Zapata         |                  | Alianza AP-DC                       |
| Santa María del Mar     | Aurelio Yrigoyen Rodrigo                                      |                                                               | Unión Cívica                                                  | Mercedes Flores de Lercari   |                  | Unión Cívica                        |
| Santa Rosa              | Jorge Llosa Ureta                                             |                                                               | Unión Progreso de Santa Rosa                                  | Manuel Tejero Crespo         |                  | Cívico Independiente de Santa Rosa  |
| Santiago de Surco       | Rodolfo Venturo Zapata                                        |                                                               | Coalición APRA-UNO                                            | Julio Montjoy Guizado        |                  | Coalición APRA-UNO                  |
| Surquillo               | Humberto Toledo Rosas                                         |                                                               | Alianza AP-DC                                                 | Humberto Toledo Rosas        |                  | Alianza AP-DC                       |
| Villa María del Triunfo | Aroldo Pretell Vega                                           |                                                               | Coalición APRA-UNO                                            | Aroldo Prettell Vega         |                  | Coalición APRA-UNO                  |